# GRECE
GRECE — ультраправий аналітичний центр, заснований Аленом де Бенуа у Франції в 1968 році. Цей аналітичний центр став початком більш масштабного руху «Нових правих».
GRECE відрізняється від традиційних консервативних організацій своїм особливим інтересом до германської та скандинавської культури, неприйняттям християнства та монотеїзму і наданням переваги сучасному язичництву.

## Історія
GRECE розпочала свою діяльність як група з близько 40 членів, серед яких Ален де Бенуа, П'єр Віаль, Жан-Клод Валла, Домінік Веннер, Жак Брюас та Жан-Жак Мурро були видатними постатями. Група займалася питаннями ультранаціоналізму, антикомунізму, наукового расизму та захисту західної цивілізації, виступаючи проти міграції людей з колоній до Європи та займаючи антиколоніальну позицію. Група також перейшла від розрізнення на основі біологічного расизму до розрізнення на основі ідентичності та культури.
GRECE докладала зусиль, щоб не виглядати фашистською. Наприклад, був поширений внутрішній документ, який закликав членів групи не використовувати застарілу лексику, яка може асоціюватися з фашизмом. GRECE закликала своїх членів налагоджувати зв'язки з найвпливовішими європейськими інтелектуалами та адміністраторами. Вона вірила в ідею, що культурні зміни повинні передувати політичним змінам. При цьому слід відновити норми і цінності, зруйновані лібералізмом і модернізмом. Їхній лідер, Бенуа, закликав до повалення ліберальної демократії за допомогою довгострокової метаполітичної стратегії.
Її члени походять здебільшого з націоналістичних рухів, таких як «Європа-дія» (фр. Europe-Action), гурток Домініка Веннера та Жана Мабіра, Федерація націоналістичних студентів (англ. Federation of Nationalist Students, FEN), Національний рух за прогрес (англ. National Movement of Progress, MNP) та Європейське об'єднання за свободу (фр. Rassemblement européen pour la liberté, REL).

## Політичні теми
Публікації GRECE здебільшого зосереджені на політичній філософії і беруть за відправну точку таких авторів, як Карл Шмітт, Жюльєн Фройнд, Вільфредо Парето, Ернст Юнгер та ідеології, такі як націоналізм, комунітаризм, ідентичність, антиегалітаризм та антилібералізм. Також регулярно обговорюються такі теми, як ідентичність і культура, релігія, расизм і антирасизм, фізика, біологія та економіка.
В останні роки GRECE розвиває ідею політично сильної Європи, вільної від впливу неолібералізму та американізму, які вважаються домінуючими ідеологіями сучасності, просуваючи такі ідеї, як локалізм, екологізм та комунітаризм. 1999 року GRECE опублікувала маніфест Алена де Бенуа та Шарля Шампетьє «Маніфест за нову культуру» (фр. Manifeste pour une nouvelle culture), в якому було викладено її програму.